# Futbolniy Klub Azamat
O Futbolniy Klub Azamat, mais conhecido como FC Azamat Cheboksary (português europeu) ou FC Azamát Tcheboksary (português brasileiro) (em russo:  Азамат (Чебоксары), em tchuvache: ФК Аcамат (Шупашкар)) foi um clube de futebol de Cheboksary, na República de Chuváchia, Rússia. Foi fundado em 1965 e fechou em 1994.
Em sua história teve várias denominações:
- 1965-1977 : FC Energiya Čeboksary
- 1978-1991 : FC Stal Čeboksary
- 1992-1993 : FC Azamat Čeboksary

O goleiro Aleksandr Filimonov teve como seu primeiro trabalho este clube.